# Gemini Nunataks
I Gemini Nunataks sono due nunatak, picchi rocciosi isolati, di dimensione e aspetto simile, posti in posizione preminente in prossimità della parete occidentale del Ghiacciaio Shackleton, appena a sudest del Monte Cole, nei Monti della Regina Maud, in Antartide.
La denominazione è stata assegnata da Franklin Alton Wade (1903-1978), leader della Texas Tech Shackleton Glacier Expedition, la spedizione polare della Texas Tech University del 1962-63, in riferimento alla costellazione dei Gemelli, dove si trovano le due stelle gemelle Castore e Polluce.